# 伯氏麗鱂
伯氏麗鱂，為輻鰭魚綱鯉齒目鰕鱂亞目鰕鱂科的其中一種，為熱帶淡水魚，被IUCN列為瀕危保育類動物，分布於非洲獅子山及賴比瑞亞西南部淡水流域，體長可達4.5公分，棲息在洪氾區，生活習性不明，可作為觀賞魚。

## 擴展閱讀
維基物種上的相關：伯氏麗鱂